# Plaza Fabini
La Plaza Fabini, más conocida como Plaza del Entrevero, es una plaza de la ciudad de Montevideo, Uruguay, ubicada sobre la principal avenida. Lleva el nombre en honor a Juan Pedro Fabini. 

## Descripción

Diagonal Agraciada en 1937

El diseño actual de la plaza fue proyectado  por el arquitecto Emilio Massobrio y inaugurado en 1964. En 1967 sería inaugurado el Monumento El Entrevero.  
En 1994 se llevó adelante una reconstrucción de la plaza, incluyendo un  área de comidas diseñada por el arquitecto Juan Perazzo.
Desde la prolongación de la simbólica Avenida del Libertador, se debatió la solución a su oblicuo entroque con la jerárquica Avenida 18 de Julio. Numerosos proyectos procuraron equilibrar con monumentales edificios el majestuoso Palacio Legislativo en lo alto del extremo opuesto, criticándose en la época el sobrio diseño adoptado.
La composición maneja una estudiada libertad, ajena a las regulares plazas coloniales. Desarrolla la idea de recorrido, inducido por la senda que recibe el eje de la diagonal y lo integra a un giro con centro desplazado del centro geométrico. El centro de giro se explicita por pavimentos concéntricos y la fuente con el grupo escultórico El Entrevero, cuya potente conjunción de hombres, caballos y lanzas afirma la dinámica de la composición.
El equipamiento se complementa con pequeñas fuentes, muretes, áreas enjardinadas, arbolado público sobre las calles Río Negro y Julio Herrera y Obes, así como esbeltas palmeras preservando la visual del Palacio Legislativo, también cuenta con un local gastronómico y una librería.
En el subsuelo de la plaza se encuentra el Centro de Exposiciones Subte, dependiente de la Intendencia de Montevideo, sus más de 600 m² se dividen en tres salas donde se realizan exposiciones de artistas nacionales y extranjeros, ciclos de charlas, espectáculos teatrales y diferentes actividades culturales.

## MonumentoEl Entrevero

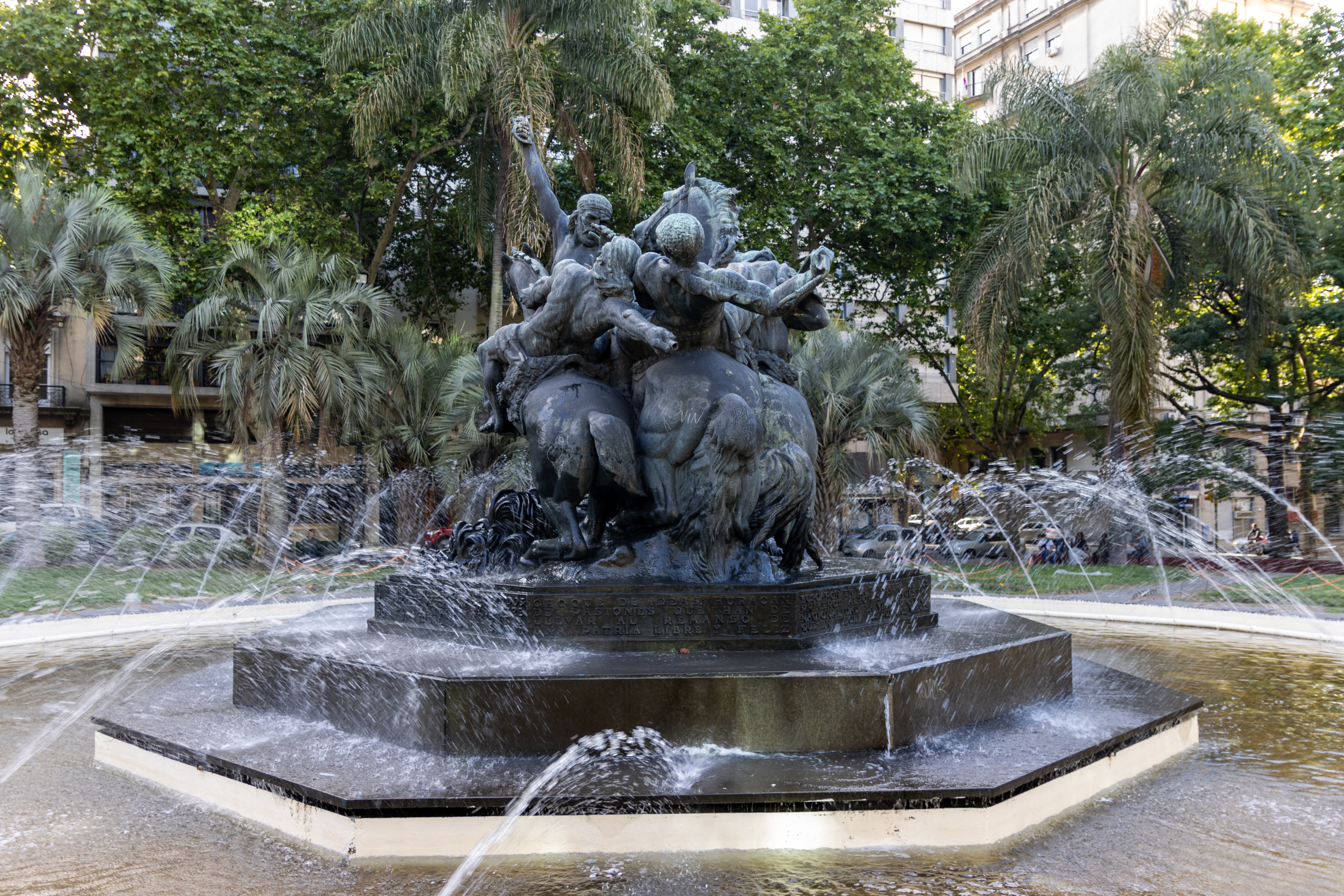
El Entrevero

Esculpido por José Belloni e inaugurado el 2 de enero de 1967 "El Entrevero" es un homenaje a los héroes anónimos que forjaron la patria, por su forma se considera un monumento esférico. En apretado haz, indios, negros y gauchos evocan las primeras luchas de la patria oriental.

En el pedestal de granito se lee el siguiente poema de Mercedes García San Martín de Belloni:

"Ecuestre, estrago de hombres y bestias.La lanza homicida, el odio banderizoy en el centro la espada que se elevacomo grito metálico de libertad

A todos aquellos que conocidoso ignorados vertieron su sangreen la campiña oriental porun ideal de libertad

Choque de ideas, huracán depasiones que han de llevaral remanso de una patria libre y feliz

Buscaron en la penumbra de losprimeros albores de nuestranacionalidad la verdad cívicaque enaltece a los pueblos libres

Y la lucha tenaz y porfiada, materialo espiritual, fue abriendo surcos deluz hasta llegar a la igualdad dederechos del ciudadano oriental

La Patria rinde homenaje a sushéroes anónimos, que en la soledadde los campos dejaron su vidaen holocausto de sus ideales

Sin distinción de clases ni derazas, todos lucharon en un mismodeseo y esperanza: igualdad dederechos ante una Patria Libre

Evocación de las primerasluchas que en el amanecer denuestra Patria, fueron marcandorumbos hacia la democracia."
Mercedes García San Martín de Belloni